# سام بالاديو
سام كريستيان بالاديو سكوت (بالإنجليزية: Sam Christian Palladio Scott)‏ هو ممثل وموسيقي إنجليزي ولد في يوم 21 نوفمبر 1986 في قرية بيمبوري في إنجلترا. بدأ مشواره الفني في سنة 2010، مثل في أفلام عداء عداء في سنة 2013 و سحر غريب في 2015 و تبديل الأميرة في 2018.